# 적성향교
적성향교(積城鄕校)는 대한민국 경기도 파주시 적성면 구읍리에 있는 향교이다. 1986년 4월 17일 파주시의 향토문화유산 제3호로 지정되었다.

## 개요
적성향교는 조선 전기에 적성면 구읍리 칠중성(七重城) 아래에 전학후묘(前學後廟)의 배치형식으로 건립하여 선현의 위패를 봉안, 배향하고 지방민의 교육과교화를 위해 창건되었다. 그러나 그 후 몇 차례의 전란과 한국전쟁으로 소실된것을 1970년에 복원하였다. 1971년에 명륜당을 신축하고 1975년에는 전반적인 중수가 있었다. 경내에는 대성전, 명륜당, 외삼문, 홍살문이 있으며 대성전의 규모는 정면 8.4m, 측면 4.65m의 익공계 양식의 겹처마 맞배지붕이며 방풍판이 달려 있다. 명륜당은 정면 6.5m, 측면4.5m 규모로 연등천장에 민도리집으로 홑처마 팔작지붕 형태를 띠고 있다. 1975년 지붕과 벽을 보수했으며 1978년 명륜당 단청을, 1996년에 대성전을 개축하여 1997년에 단청하였다. 갑오개혁 이후 신학제 실시에 따라 교육적 기능은 없어지고 현재 봄, 가을로 석전제를 봉행하고 있다.

## 현지 안내문
적성향교는 조선 전기에 적성면 구읍리 칠중성 아래에 전학후묘의 배치형식으로 건립하여 선현의 위패를 봉안, 배향하고 지방민의 교육과 교화를 위해 창건되었다. 그러나 그 후 몇차례의 전란과 한국전쟁으로 소멸된 것을 1970년에 복원하였다.
1971년에 명륜당을 신축하고 1975년에 전반적인 중수가 있었다. 경내에는 대성전, 명륜당, 외삼문, 홍살문이 있으며 대성전의 규모는 정면 8.4m, 측면 4.63m이며 익공계 양식 겹처마에 맞배지붕이며 방풍관이 달려있다.
갑오개혁 이후 신교육 실시에 따라 교육적 기능은 없어지고 현재 봄, 가을로 석전제를 봉행하고 있다.

## 참고 자료
- 적성향교(향토유적 제3호) - 파주 문화관광